# أراستيه
أراستيه (بالإستونية: Araste)، قرية تتبع دائرة ماريما في مقاطعة رابلا غرب إستونيا.

## أعلام ومشاهير
ينحدر الرسام أنتس لايكما (هانز لايبمان) (1866 – 1942) والناشط المدافع عن الحرية برنهارد لايبمان (1865 – 1906) من أراستيه.